# James Cecil Parke
James Cecil Parke (n. 26 iulie 1881, Clones⁠(d), Ulster, Irlanda – d. 27 februarie 1946, Llandudno, Țara Galilor, Regatul Unit) a fost un jucător de tenis irlandez, medaliat olimpic. A participat la o ediție a Jocurilor Olimpice (1908) în care a câștigat o medalie de argint.

## Participări
Lista de mai jos prezintă principalele competiții la care a participat James Cecil Parke de-a lungul carierei.
- tennis at the 1908 Summer Olympics – men's doubles[*]